# Viaţa noastră Vol.2
Viaţa noastră Vol.2 è una greatest hits del gruppo Rap B.U.G. Mafia. L'album contiene 14 tracce ri-registrate e una nuova traccia Cu Tălpile Arse.

## Tracce
1. "Cu Tălpile Arse" feat. Jasmine
2. "Zi De Zi" feat. Villy
3. "România"
4. "Hoteluri" feat. Mario
5. "Hai Să Fim High" feat. Jasmine
6. "După Blocuri"
7. "Nimic Mai Presus"
8. "Cine E Cu Noi" feat. Jasmine
9. "O Lume Nebună, Nebună De Tot" feat. Villy
10. "La Vorbitor"
11. "Născut Şi Crescut În Pantelimon"
12. "Poveste Fără Sfârşit" feat. Jasmine
13. "Străzile" feat. Mario
14. "Cât A Trăit" feat. Villy
15. "În Anii Ce Au Trecut"